# 桜井正寅
桜井 正寅（さくらい まさとら、1914年12月17日 - 1969年2月28日）は、日本のドイツ文学者。東京教育大学教授。

## 略歴・人物
静岡県出身。旧制静岡県立静岡中学校、旧制静岡高等学校文科乙類を経て、東京帝国大学文学部独文科卒業。東京教育大学助教授、教授。学生による筑波移転反対闘争の際、機動隊導入の日の深夜に帰宅後、心筋梗塞の発作で急死した。

## 翻訳
- 零八/一五. 第1　ハンス・キルスト 桜井和市共訳　三笠書房　1955.
- 青い潮 生と死を支配するもの　カール・ツクマイアー 南江堂　1957.
- 命ある限り 訳註 南江堂　1957.10.　独和対訳シナリオシリーズ
- 枯葉 訳註 南江堂　1957.5　独和対訳シナリオシリーズ
- 汽車は遅れなかつた　ハインリヒ・ベル 三笠書房　1957.
- 朝な夕なに 訳註 南江堂　1958.9.　独和対訳シナリオシリーズ
- 鮫と小魚　ヴォルフガング・オット 角川書店　1958.
- 野ばら　フランケン 三笠書房　1958.
- わたしの可愛い人　G. V. ヴァツサリ 1958.　角川小説新書
- 大人になりたい　フオン・ツエトー 秋元書房　1959.
- 情婦ローズマリー　エーリヒ・クービー 三笠書房　1959.
- 青春のたわむれ　ヨハネス・アレン 秋元書房　1959.
- セクシーガール 訳註　南江堂　1959.8.　独和対訳シナリオシリーズ
- めざめ 訳註　南江堂　1959.5.　独和対訳シナリオシリーズ
- 橋　マンフレート・グレゴール 中村耕平共訳　南江堂　1960.
- 金星応答なし　スタニスワフ・レム 早川書房　1961.
- 三色すみれ 訳註　南江堂　1961.12.　独和対訳シナリオシリーズ
- 非情の町　マンフレート・グレゴール 中村耕平共訳　南江堂　1961.
- 目にみえぬ旗 ある従軍外科医の記録　ペーター・バム 南江堂　1961.
- 将軍たちの夜　ハンス・ヘルムート・キルスト 早川書房　1965.
- エーデルワイス　ツェトー 三笠書房　1966.
- ゲーテ　ペーター・ベールナー 理想社　1967.　ロ・ロ・ロ・モノグラフィー叢書
- タウリスのノフィゲーニェ　世界文学全集. 第3 (ゲーテ)　講談社,　1968.

## 参考
- 文藝年鑑1966
- [リンク切れ]